# Shinshūkyō

Les Shinshūkyō (新宗教, littéralement « nouvelles religions ») sont de nouveaux mouvements religieux du Japon. Beaucoup d'entre eux sont des syncrétismes entre la pensée traditionnelle japonaise et la pensée occidentale. On distingue généralement les shinshūkyō, créés avant la Seconde Guerre mondiale, des shinshinshūkyō (新新宗教, néo-nouvelles religions), plus récentes.

Happy Science.

## Principaux courants
D'une manière générale, on peut classer ces sectes en différentes catégories:
- les sectes d'inspiration shintoïste, comme Konkokyo ou Omoto Kyo, avec à leur tête une personne inspirée par un kami ;
- les sectes dérivées du bouddhisme de Nichiren et basées sur le sūtra du Lotus, comme le bouddhisme Reiyukai, la Sōka Gakkai ou le Risshō Kōsei Kai ;
- les sectes se réclamant du bouddhisme ésotérique Shingon comme le mouvement Shinnyo-En ;
- les syncrétismes mêlant shintoïsme et bouddhisme, comme Sūkyō Mahikari ou Tenrikyō, avec à leur tête une personne inspirée par un dieu ou un kami ;
- enfin les sectes mêlant divers aspects (bouddhisme de tous courants, hindouisme, etc.) et se retrouvant autour d'une figure emblématique, comme ce fut le cas pour la secte terroriste Aum Shinrikyo, désormais appelée Aleph.

La situation est encore compliquée par le fait que les grandes écoles bouddhistes, en raison du système des lignées, sont elles-mêmes subdivisées en une multitude d'écoles et de courants. Il y avait ainsi plus de 41 000 organisations religieuses répertoriées au Japon en 2005, dont 24 000 n'appartenaient ni au shintoïsme, ni au bouddhisme, ni au christianisme.

## Liste desshinshūkyō
- Kenshōkai (en)
- Makuya (en)

| Nom du mouvement                                                                      | Fondateur                                                 | Date de fondation | Nombre d'adeptes en 1954 | Nombre d'adeptes en 1974 | Nombre d'adeptes en 1990     | Nombre d'adeptes en 2012                                    |
| Nyorai-kyō (如来教)                                                                   | Isson-nyorai Kino (1756–1826)                             | 1802              | 75,480                   | 33,674                   | 27,131                       | 7,477                                                       |
| Kurozumi-kyō (黒住教)                                                                 | Munetada Kurozumi (1780–1850)                             | 1814              | 715,650                  | 407,558                  | 295,225                      | 297,767                                                     |
| Tenri-kyō (天理教)                                                                    | Nakayama Miki (1798–1887)                                 | 1838              | 1,912,208                | 2,298,420                | 1,839,009                    | 1,199,652                                                   |
| Honmon Butsuryū-shū (本門佛立宗)                                                      | Nagamatsu Nissen (1817–1890)                              | 1857              | 339,800                  | 515,911                  | 526,337                      | 345,288                                                     |
| Konko-kyō (金光教)                                                                    | Konkō Daijin (1814–1883)                                  | 1859              | 646,206                  | 500,868                  | 442,584                      | 430,021                                                     |
| Maruyama-kyō (丸山教)                                                                 | Rokurōbei Itō (1829–1894)                                 | 1870              | 92,011                   | 3,200                    | 10,725                       | 11,057                                                      |
| Oomoto (大本)                                                                         | Nao Deguchi (1837–1918) Onisaburō Deguchi (1871–1948)     | 1899              | 73,604                   | 153,397                  | 172,460                      | 169,525                                                     |
| Nakayama-Shingoshō-shū (中山身語正宗)                                                 | Matsutarō Kihara (1870–1942)                              | 1912              | 282,650                  | 467,910                  | 382,040                      | 295,275                                                     |
| Honmichi (ほんみち)                                                                   | Ōnishi Aijirō (1881–1958)                                 | 1913              | 225,386                  | 288,700                  | 316,825                      | 318,974                                                     |
| En'ō-kyō (円応教)                                                                     | Chiyoko Fukada (1887–1925)                                | 1919              | 71,654                   | 266,782                  | 419,452                      | 457,346                                                     |
| Reiyukai (霊友会)                                                                     | Kakutarō Kubo (1892–1944)                                 | 1924              | 2,284,172                | 2,477,907                | 3,202,172                    | 1,412,975                                                   |
| Nenpō-shinkyō (念法眞教)                                                              | Ogura Reigen (1886–1982)                                  | 1925              | 153,846                  | 751,214                  | 807,486                      | 408,755                                                     |
| Perfect Liberty Kyōdan ou Église de la liberté parfaite (パーフェクト リバティー教団) | Miki Tokuharu (1871–1938) Miki Tokuchika (1900–1983)      | (1925) 1946       | 500,950                  | 2,520,430                | 1,259,064                    | 942,967                                                     |
| Seicho-No-Ie (生長の家)                                                               | Masaharu Taniguchi (1893–1985)                            | 1930              | 1,461,604                | 2,375,705                | 838,496                      | 618,629                                                     |
| Sōka Gakkai (創価学会)                                                                | Tsunesaburō Makiguchi (1871–1944) Jōsei Toda (1900–1958)  | 1930              | 341,146                  | ?                        | 12,000,000                   | 11,000,000 (organisation) ; 3 à 4 millions (universitaires) |
| Église messianique mondiale ou Sekai Kyūsei-kyō (世界救世教)                          | Mokichi Okada (1882–1955)                                 | 1935              | 373,173                  | 661,263                  | 835,756                      | 835,756                                                     |
| Shinnyo-en (真如苑)                                                                   | Shinjō Itō (1906–1956)                                    | 1936              | 155,500                  | 296,514                  | 679,414                      | 902,254                                                     |
| Kōdō Kyōdan (孝道教団)                                                                | Shōdō Okano (1900–1978)                                   | 1936              | 172,671                  | 417,638                  | 400,720                      | 184,859                                                     |
| Risshō Kōsei-kai (立正佼成会)                                                         | Myōkō Naganuma (1889–1957) Nikkyō Niwano (1906–1999)      | 1938              | 1,041,124                | 4,562,304                | 6,348,120                    | 3,232,411                                                   |
| Tenshō Kōtai Jingū-kyō (天照皇大神宮教)                                               | Sayo Kitamura 1900–1967)                                  | 1945              | 89,374                   | 386,062                  | 439,011                      | 479,707                                                     |
| Zenrin-kyō (善隣教)                                                                   | Tatsusai Rikihisa (1906–1977)                             | 1947              | 404,157                  | 483,239                  | 513,321                      | 132,286                                                     |
| Ōyama Nezunomikoto Shinji Kyōkai (大山ねずの命神示教会)                               | Sadao Inaii (1906–1988)                                   | 1948              |                          | 59,493                   | 826,022                      |                                                             |
| Bussho Gonenkai Kyōdan (佛所護念会教団)                                               | Kaichi Sekiguchi (1897–1961) Sekiguchi Tomino (1905–1990) | 1950              | 352,170                  | 1,210,227                | 2,196,813                    | 1,277,424                                                   |
| Myōchikai Kyōdan (妙智会教団)                                                         | Mitsu Miyamoto (1900–1984)                                | 1950              | 515,122                  | 673,913                  | 962,611                      | 709,849                                                     |
| Byakkō Shinkō-kai (白光真宏会)                                                        | Masahisa Goi (1916–1980)                                  | 1951              |                          |                          | 500,000                      |                                                             |
| Agon-shū (阿含宗)                                                                     | Seiyū Kiriyama (1921–)                                    | 1954              |                          | 500                      | 206,606                      | 353,890                                                     |
| Reiha-no-Hikari Kyōkai (霊波之光)                                                     | Hase Yoshio (1915–1984)                                   | 1954              |                          |                          | 761,175                      |                                                             |
| Jōdoshinshū Shinran-kai (浄土真宗親鸞会)                                              | Kentetsu Takamori (1934–)                                 | 1958              |                          |                          | 100,000                      |                                                             |
| Honbushin (ほんぶしん)                                                                | Ōnishi Tama (1916–1969)                                   | 1961              |                          |                          | 900,000                      |                                                             |
| God Light Association Sōgō Honbu (GLA総合本部)                                        | Shinji Takahashi (1927–1976)                              | 1969              |                          |                          | 12,981                       |                                                             |
| Shinji Shūmei-kai (神慈秀明会)                                                        | Mihoko Koyama (1910–2003)                                 | 1970              |                          |                          | 1988: 440,000                |                                                             |
| Nihon Seidō Kyōdan (日本聖道教団)                                                     | Shōkō Iwasaki (1934–)                                     | 1974              |                          |                          | 69,450                       |                                                             |
| Extra-Sensory-Perception Kagaku Kenkyūjo (ESP科学研究所)                              | Katao Ishii (1918–)                                       | 1975              |                          |                          | 16,000                       |                                                             |
| Sūkyō Mahikari (崇教真光)                                                             | Yoshikazu Okada (1901–1974)                               | 1959              |                          |                          | 501,328                      |                                                             |
| Ho No Hana (法の華三法行)                                                             | Hōgen Fukunaga (1945–)                                    | 1980              |                          |                          | 70,000                       |                                                             |
| Yamato-no-Miya (大和之宮)                                                             | Tenkei Ajiki (1952–)                                      | 1981              |                          |                          | 5,000                        |                                                             |
| World Mate (ワールドメイト)                                                           | Seizan Fukami (1951–)                                     | 1984              |                          |                          | 30,000                       | 72,000                                                      |
| Happy Science (幸福の科学)                                                            | Ryūhō Ōkawa (1956–2023)                                   | 1986              |                          |                          | 1989: 13,300 1991: 1,527,278 | 1,100,000                                                   |
| Aum Shinrikyo renommé Aleph en 1999 (オウム真理教)                                    | Shōkō Asahara (1955–2018)                                 | 1987 (−2000)      |                          |                          | 2005: 1,650                  | 2018: 1,950                                                 |

Les données de 2012 proviennent de l'Agency for Cultural Affairs.